# Kultur- och kyrkodepartementets priser för barn- och ungdomslitteratur

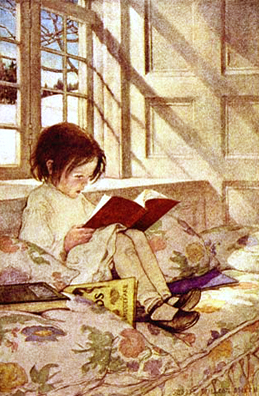
Läsglädje. Illustration av Jessie Willcox Smith.

Kultur- och kyrkodepartementets priser för barn- och ungdomslitteratur (norska, Kultur- og kirkedepartementets priser for barne- og ungdomslitteratur) är ett norskt litteraturpris som utdelas årligen. Priset delas ut för skönlitteratur, sakprosa, tecknade serier med mera. 
Priset administrerades fram till 2002 av Statens bibliotektilsyn, med Det rådgivende utvalg for barne- og ungdomslitteratur for folke- og skolebibliotek som jury. Från 2003 har juryarbetet och administrationen övertagits av Norsk barnebokinstitutt. Priset består av ett penningbelopp. Juryn sätts samman för varje nytt år. För litteraturåret 2007 bestod juryn av litteraturkritikern och kulturredaktören Geir Vestad, bibliotekarien Silje Hernæs Linhart, lektorn och litteraturkritikern Kjersti Lersbryggen Mørk, bibliotekarien Siri Odfjell Risdal och lektorn Arne Jørgen Løvland.
Priset instiftades 1948. Bakgrunden till stiftandet av priset var bland annat en önskan om att stärka den nationella barnlitteraturen efter att under kriget ha haft få utgåvor av böcker, och att skapa en motvikt till det ökande antalet tecknade serier som gavs ut allt eftersom pappersransoneringen upphörde.
Prisets namn, klassindelning och antal har varierat sedan det först utdelades 1948. Inte minst har namnet skiftat efter hur olika regeringar har placerat kulturen departementalt i förhållande till kyrka, undervisning och vetenskap. Namnbruket här var gällande 2007. Fram till 1975 utdelades det första, andra och tredje-priser i klassen «Litteraturpriser». Priserna var också ofta delade mellan flera personer. Under perioden 1975-1978 utdelades 3 eller 4 likvärdiga priser. Från 1979 har det bara varit en pristagare. Samtidigt ökade antalet olika priskategorier under 1970-talet.
Tidigare har priset haft följande namn:
- Kirke- og undervisningsdepartementets premiering (1948–1980)
- Kultur- og vitenskapsdepartementets premiering (1981–1988)
- Kirke- og kulturdepartementets premiering (1989)
- Kulturdepartementets premiering (1990–2000)
- Kultur- og kirkedepartementets premiering (2001–2002)
- Kultur- og kirkedepartementets priser (2003–)

## Litteraturpriset

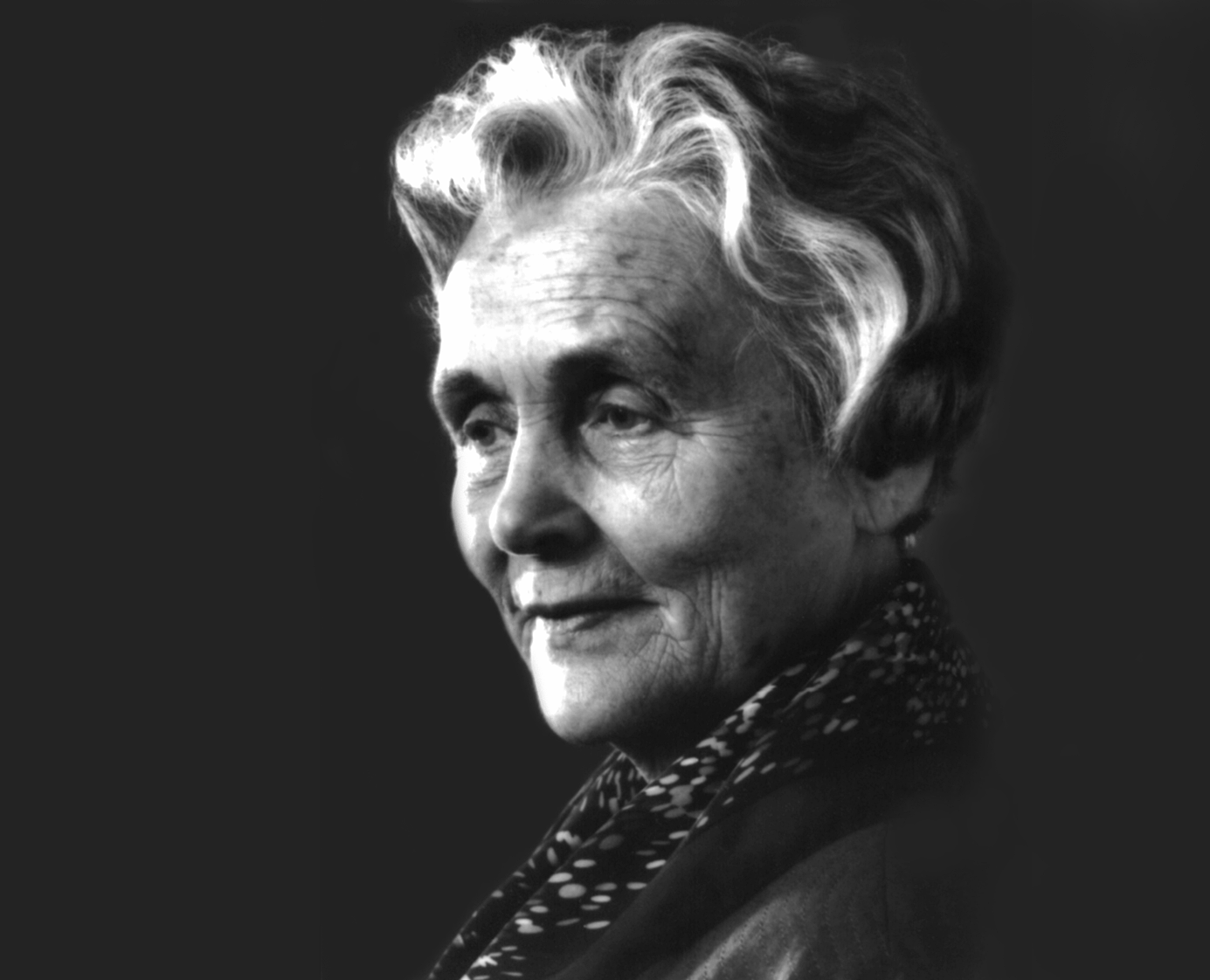
Halldis Moren Vesaas fick litteraturpriset 1949 för Tidleg på våren och översättarpriset 1980.

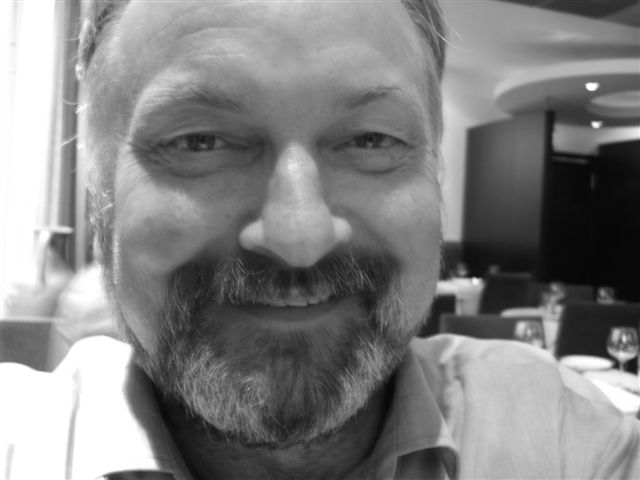
Per Knutsen fick priset 1995.

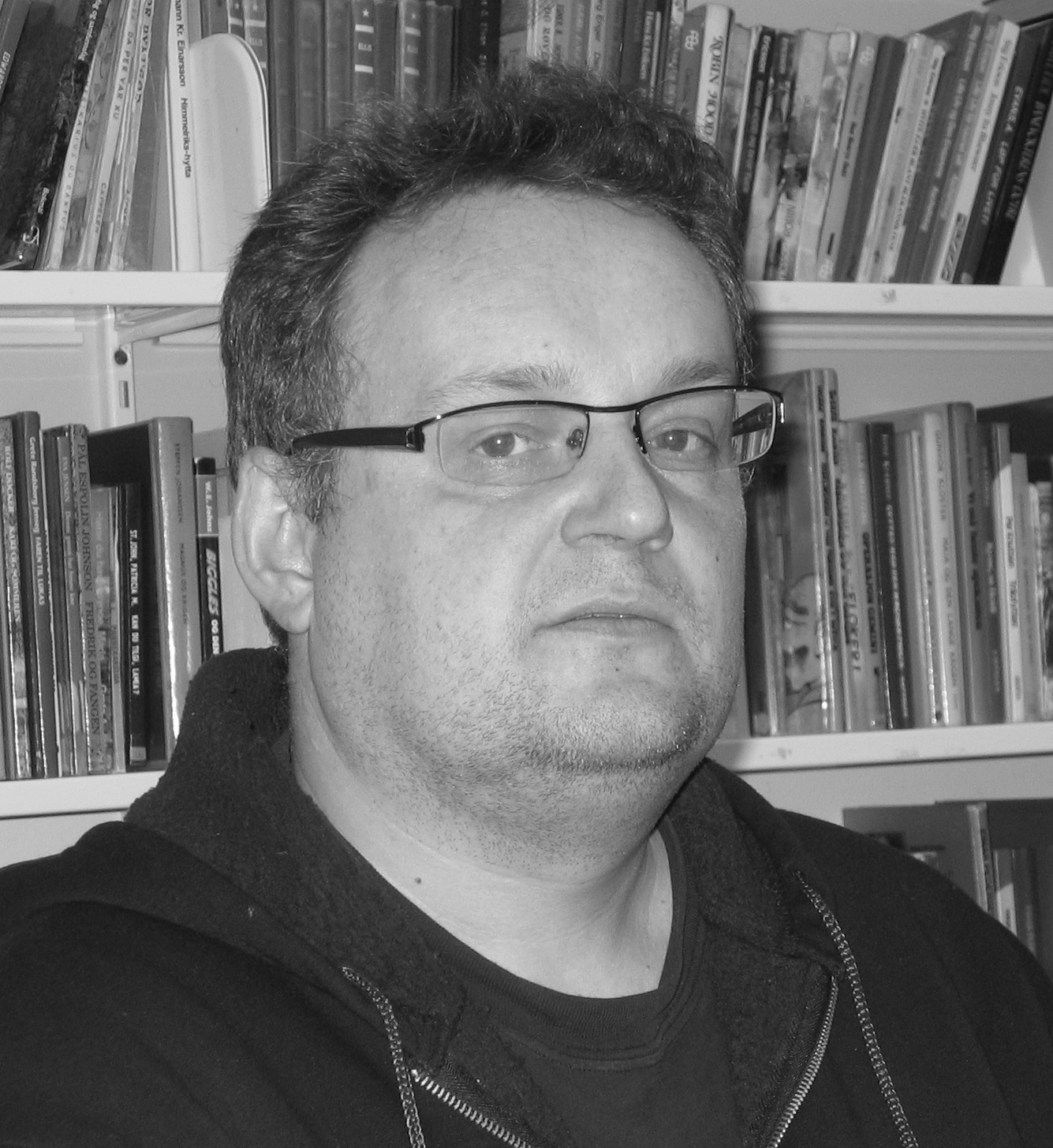
Bjørn Sortland fick priset 1996.

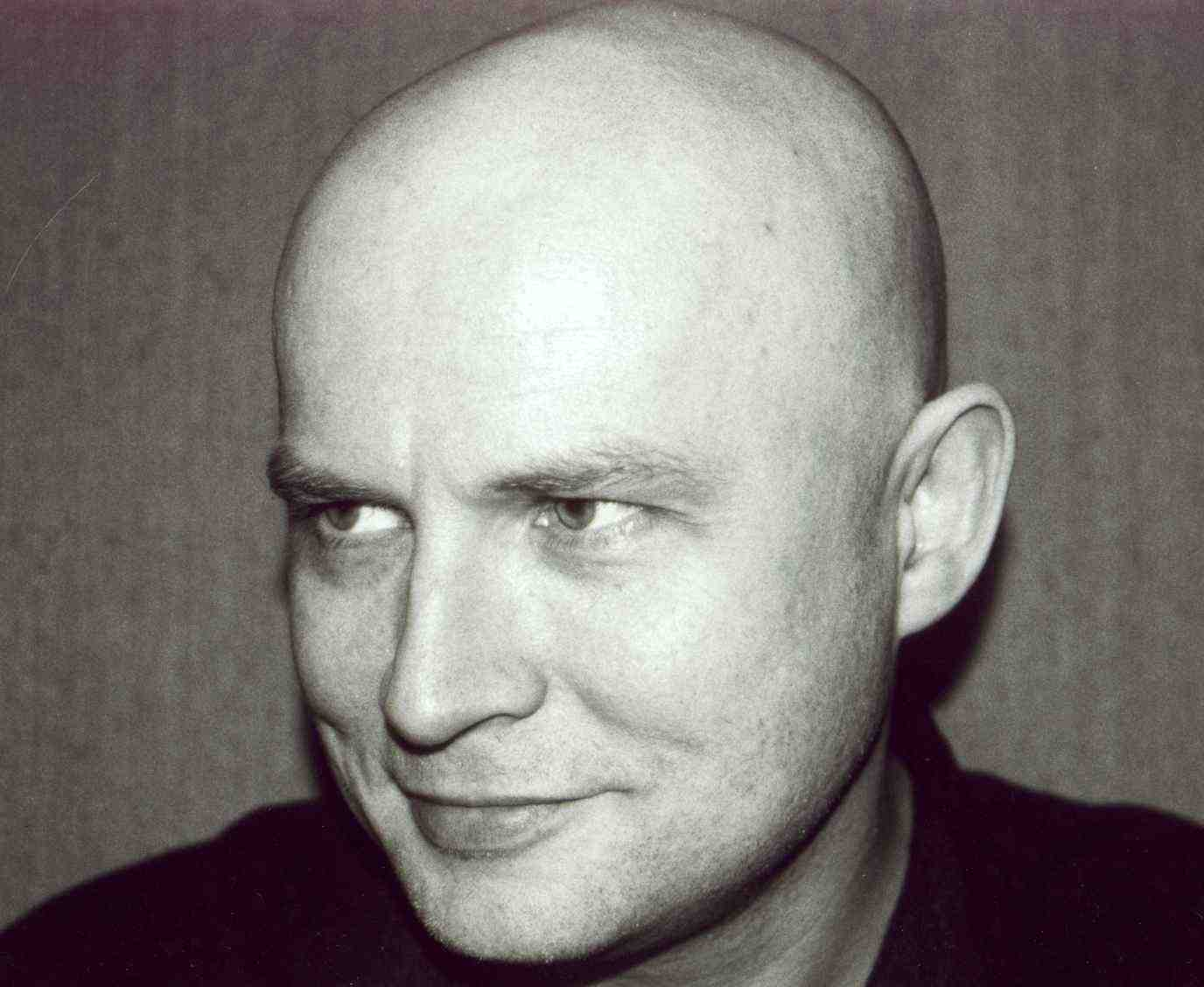
Jon Ewo har mottagit fackbokspriset 2003 och litteraturpriset 1999.

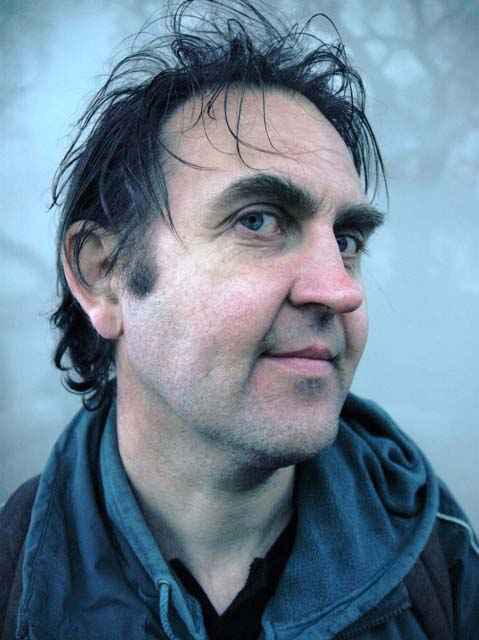
Svein Nyhus mottog bilderbokspriset 1998 och 2003 samt litteraturpriset 2001.

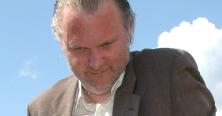
Jon Fosse fick litteraturpriset 2000 för Søster.

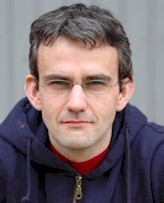
Endre Lund Eriksen mottog litteraturpriset 2002 för Pitbull-terje går amok.

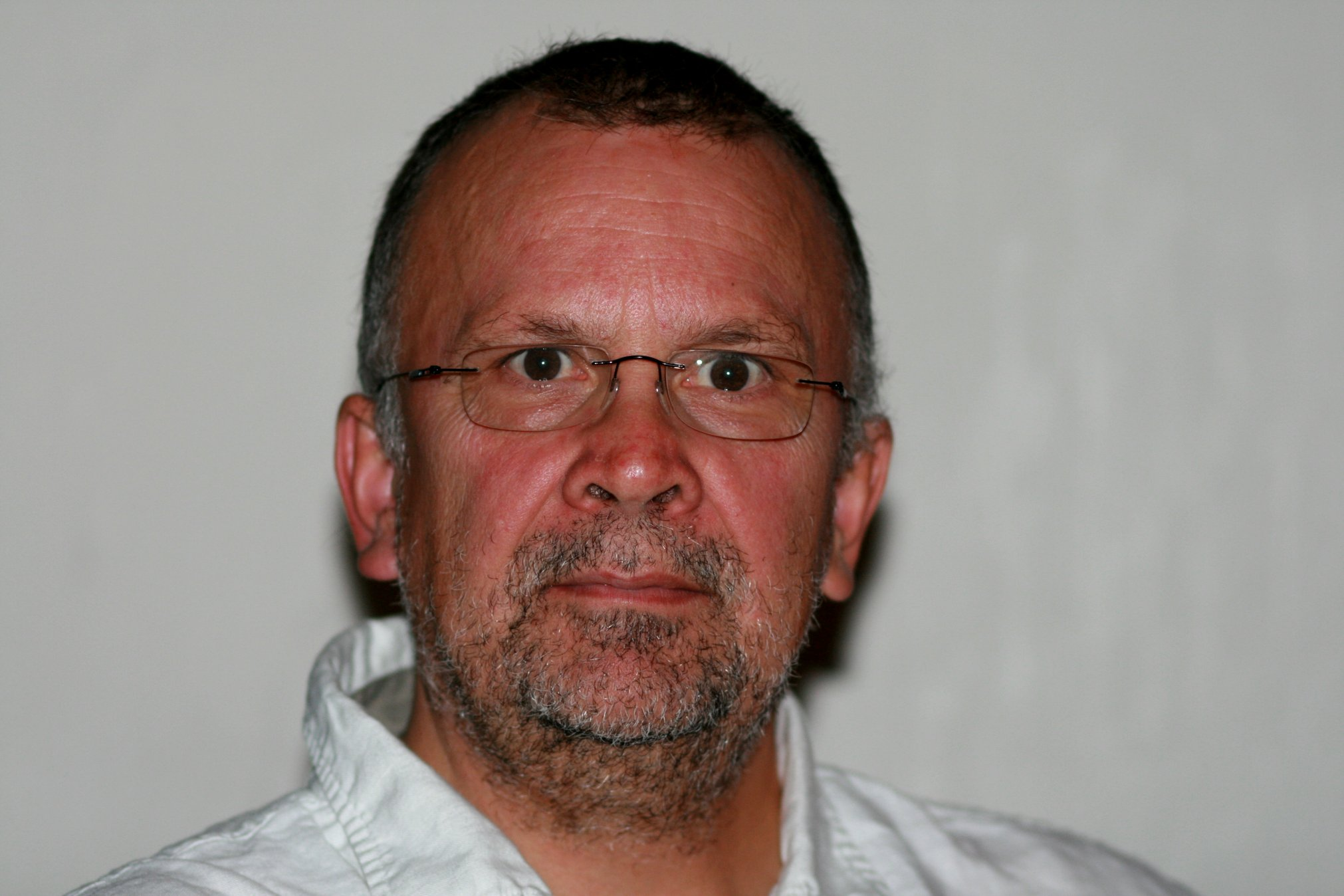
Rune Belsvik fick litteraturpriset 2003 för Dustefjerten og den store sommarferieturen.

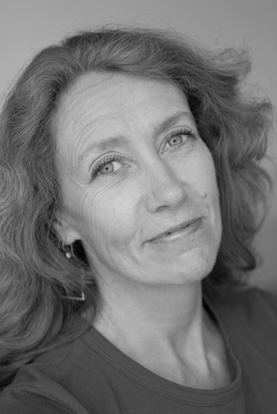
Marit Kaldhol mottog litteraturpriset 2006 för Kino. Noveller for ungdom.

## Bilderbokspriset

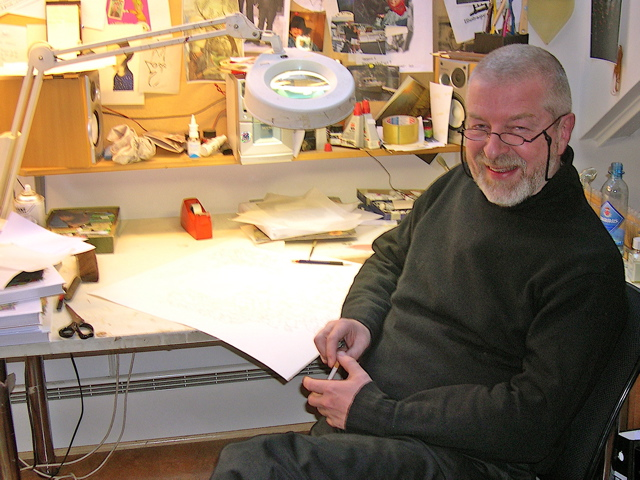
Harald Nordberg mottog bilderbokspriset 1978, 1983 och 1995 samt illustrationspriset 1985 och 1989.

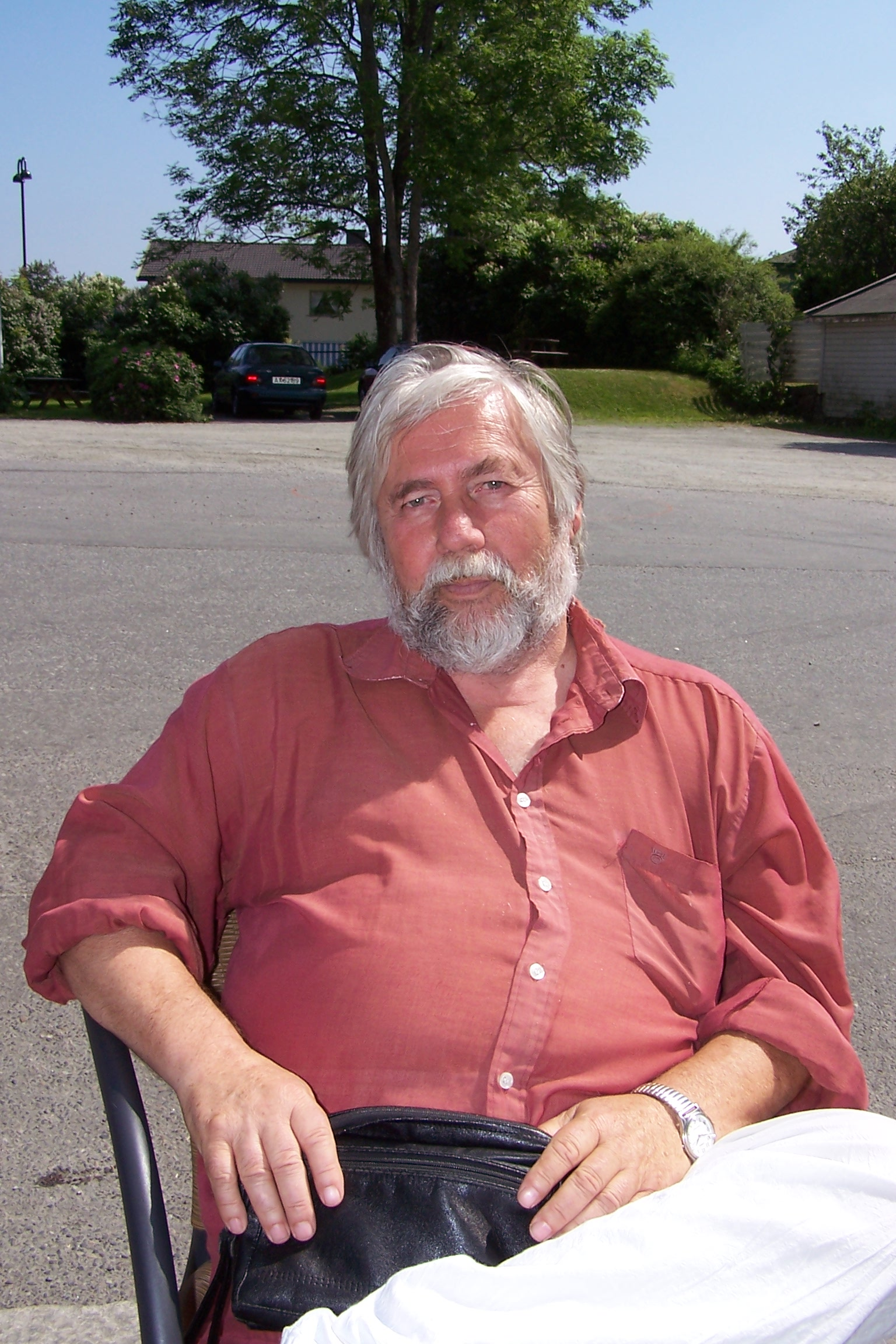
Tor Åge Bringsværd mottog bilderbokspriset 1982, 1985 och 1989, fackbokspriset 1995 och 1997 samt specialpriset 2003.

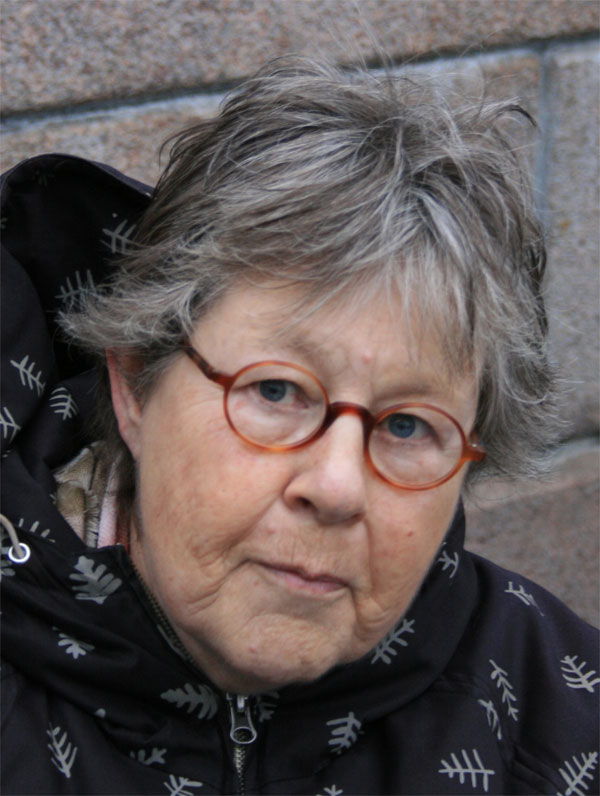
Wenche Blomberg mottog bilderbokspriset 1983.

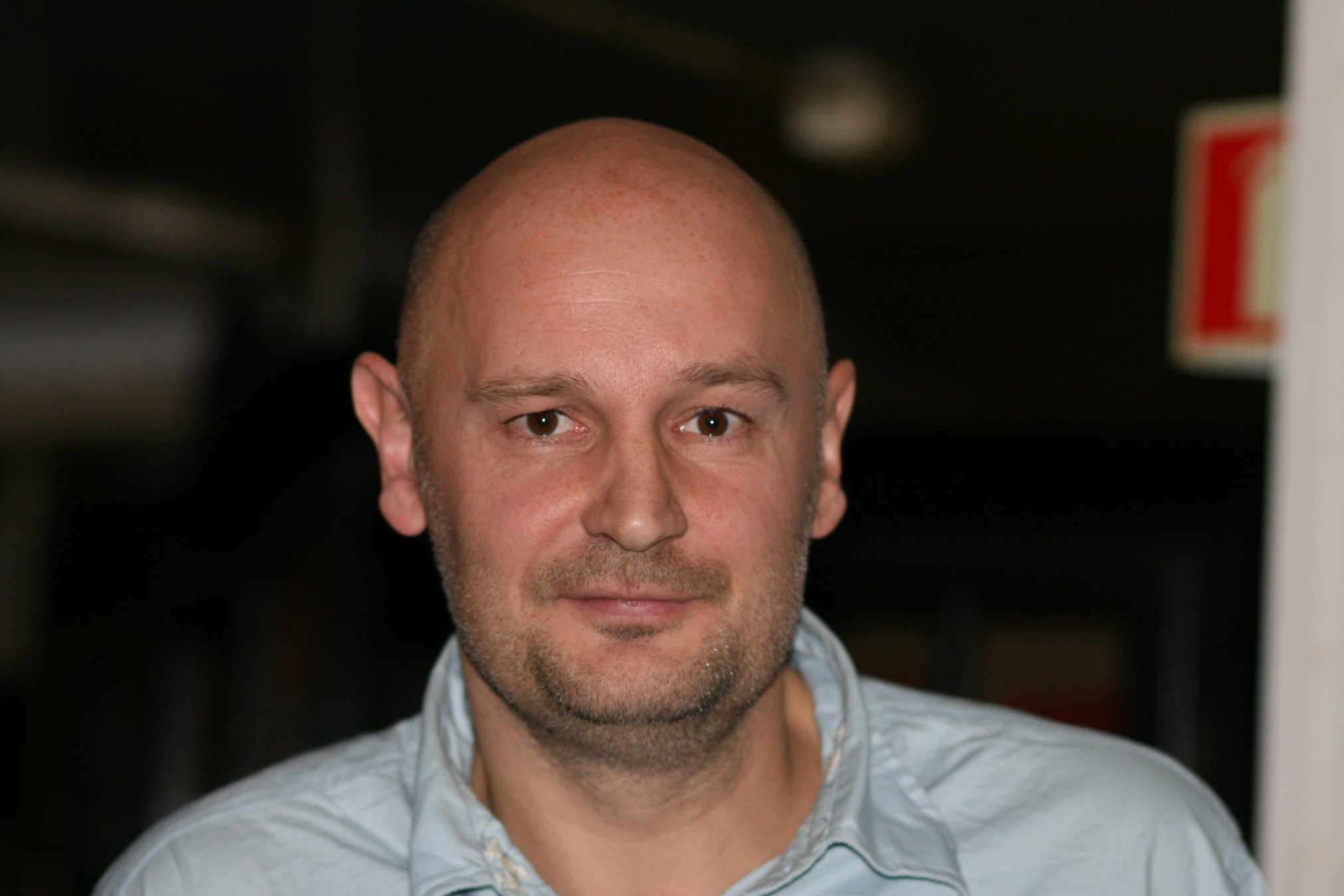
Erlend Loe mottog bilderbokspriset 1996.

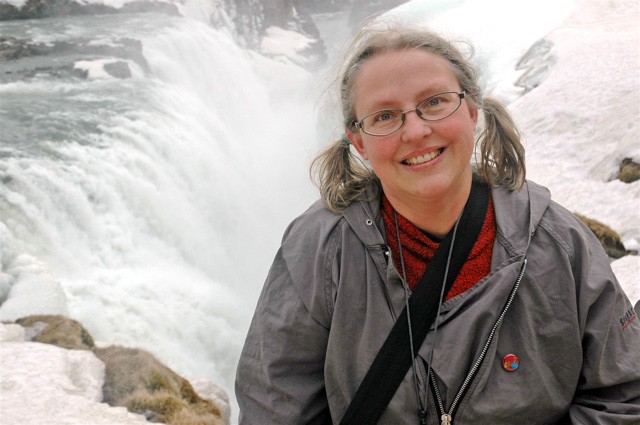
Gro Dahle mottog bilderbokspriset 2003.

## Fackbokspriset

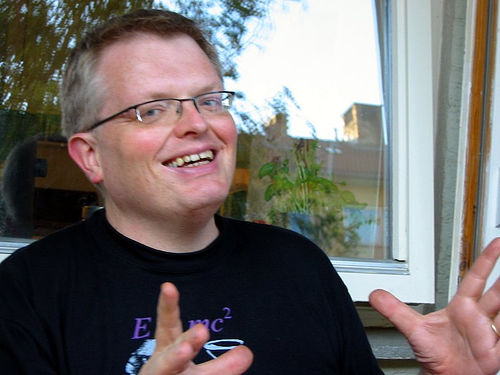
Eirik Newth har mottagit fackbokspriset 1994, 1996 och 1999.